# Fernando Claudín
Fernando Claudín (Madrid, 1915 – 1990) va ser un polític espanyol, exdirigent del Partit Comunista d'Espanya (PCE). Casat amb Josefina López Sanmartín.
Estudiant d'arquitectura durant la Segona República, es va afiliar el 1933 a les Joventuts Comunistes. Va intervenir activament en el procés d'unificació entre aquestes i les Joventuts Socialistes, que va donar lloc l'1 d'abril de 1936 a la formació de les Joventuts Socialistes Unificades (JSU). Militant del PCE a partir de la Guerra Civil, es va exiliar després de la derrota de 1939 a Mèxic.
Allí formaria part del Secretariat del PCE al costat de Santiago Carrillo, Joan Comorera, Pedro Checa i Antonio Mije, sota la direcció de Vicente Uribe. El novembre de 1947, fou al costat d'Uribe responsable del procés de depuració interna del Partit. El 1954 manté al costat de Carrillo una pugna per la direcció davant Dolores Ibárruri i Uribe, participant en el qual es perfilarà com la nova política de reconciliació nacional propugnada posteriorment pel PCE. Al febrer de 1956 assisteix al XX Congrés del PCUS en el qual s'aprova la nova línia de desestalinització en la Unió Soviètica propugnada per Nikita Khrusxov. A l'abril i maig d'aquest mateix any se celebra un ple del Buró Polític del PCE, en el qual es resolen les diferències anteriors. Pasionaria reorienta la seva posició i pacta amb els joves, destituint Vicente Uribe i ascendint Carrillo a la màxima direcció del Partit, situant-se després d'ell Claudín.
Després del VI Congrés del PCE, celebrat el 1960, Claudín és escollit membre del Comitè Central i dels seus òrgans de direcció: el Comitè Executiu i el Secretariat. Aquest últim passa a estar format per Carrillo com a secretari general, Claudín, Ignacio Gallego, Antonio Mije i Eduardo García. A partir de llavors comencen a sorgir divergències polítiques entre Claudín i Carrillo sobre la situació d'Espanya i les tasques del PCE de cara a la caiguda del règim franquista. El març de 1964 Claudín exposa davant el Comitè Executiu les seves postures. Mentre Carrillo i la direcció mantenen que la tasca pendent de cara a la derrota del franquisme és una revolució democràtica o ruptura en la qual el PCE tingui un paper dirigent, el sector de Claudín planteja que existeix una nova realitat socioeconòmica en el país, cercant suports en nous sectors opositors com els intel·lectuals o els estudiants per a forr una àmplia plataforma de l'oposició.
El novembre d'aquest any és expulsat del Partit al costat del també dirigent Federico Sánchez (Jorge Semprún). Després de la mort del general Franco el 1975 i l'inici de la Transició, Claudín va tornar a Espanya, ingressant en el Partit Socialista Obrer Espanyol (PSOE), que el va designar com a director de la Fundació Pablo Iglesias. Així mateix, va ser col·laborador del diari El País.

## Obres
- Las divergencias en el partido (1964)
- La crisis del movimiento comunista. De la Komintern al Kominform (1970)
- Eurocomunismo i socialismo (1977)
- Documentos d'una divergencia comunista (1978)
- La oposición en el "socialismo real" (1981).